# Johannes Teyssen
Johannes Teyssen (né le 9 octobre 1959) est un économiste et juriste allemand qui a été directeur général d'E.ON, une multinationale allemande du secteur de l'électricité, entre 2010 et 2021. Depuis janvier 2021, il est membre non exécutif du conseil d'administration de BP plc, depuis octobre 2021, il est conseiller principal chez KKR et depuis 2022, il est président du conseil d'administration du groupe énergétique suisse Alpiq Holding.

## Biographie
Johannes Teyssen est né le 9 octobre 1959 à Hildesheim en Basse-Saxe. Il étudie l'économie et le droit à Fribourg et Göttingen, où il a obtenu son diplôme en 1984. Il a ensuite poursuivi des études doctorales à Boston, aux États-Unis, mais est revenu en Allemagne pour terminer ses études. Il obtient un doctorat en Jurisprudence à Université de Göttingen en 1991. Ses recherches comprenaient des travaux de droit comparé sur la relation entre les branches législative et judiciaire du droit de la procédure pénale.

## Carrière
Teyssen a commencé sa carrière en tant qu'assistant juridique à la Cour supérieure de l'État de Celle, en Allemagne. Il a occupé ce poste jusqu'à ce qu'il rejoigne PreussenElektra à Hanovre en 1989, où il était dernièrement chef du service juridique. En 1991, il a été promu par PreussenElektra au poste de responsable du droit de l'énergie et du droit des sociétés. En 1994, il a obtenu une nouvelle promotion, cette fois en tant que chef des affaires juridiques,.
En 1998, Teyssen est nommé membre du conseil d'administration de la filiale Hannover-Brunswick Power AG (Hastra) à Hanovre, où il a occupé son premier poste de direction en tant que membre du conseil d'administration,. Lors de la fusion de Hastra et de quatre autres entreprises de fourniture d'énergie pour former Avacon, basée à Helmstedt, il a été nommé président du conseil d'administration de la nouvelle entreprise en 1999, dont la majorité (64,6 %) est détenue par E.ON Energie AG, qui a été créée en juillet 2000,.
En 2001, Teyssen a rejoint E.ON Energies AG et a été responsable du département des finances. Deux ans plus tard, il devient directeur général (CEO). En janvier 2004, il rentre au conseil d'administration de la société mère E.ON. En 2005, il est promu directeur des opérations et vice-président du conseil d'administration d'E.ON Ruhrgas AG et d'E.ON Energy Trading AG. Au début du mois d'août 2009, il a été annoncé que Teyssen remplacerait Wulf Bernotat en tant que PDG à compter du 1er mai 2010. Le 1er mai 2010, il devient PDG en remplacement de Wulf Bernotat. En septembre 2017, il a été annoncé que le contrat de Johannes Teyssen serait prolongé de manière anticipée de trois années supplémentaires, c'est-à-dire jusqu'à la fin de 2021.
Son mandat a été marqué par des décisions concernant le passage de l'Allemagne aux énergies renouvelables, qu'il considère comme une énorme opportunité. En janvier 2012, il s'est prononcé contre le système communautaire d'échange de quotas d'émission (SEQE) et en 2013, il a remis en question la rentabilité des centrales au gaz,.
En août 2010, Teyssen et une quarantaine d'autres personnalités ont signé l'appel à la politique énergétique en faveur d'une prolongation de la durée de vie des centrales nucléaires allemandes. En 2017, M. Teyssen, ainsi que d'autres représentants du secteur de l'énergie et la ministre allemande de l'économie, Brigitte Zypries, ont signé l'accord sur le financement de la sortie du nucléaire, qui a finalement réglé le différend sur l'utilisation pacifique de l'énergie nucléaire en Allemagne.
Le 3 juin 2013, Teyssen a été élu président d'Eurelectric, l'organe représentatif de l'industrie européenne de l'électricité,.
Fin 2014, il a annoncé la scission des activités de production d'électricité conventionnelle et de négoce international d'énergie d'E.ON SE au profit de la nouvelle société Uniper SE, qui a été introduite en bourse avec succès en 2016,,. En mars 2018, il a annoncé avec Rolf Martin Schmitz, PDG de RWE AG, la réorganisation des deux groupes. E.ON a acquis les infrastructures énergétiques et les activités de vente d'Innogy SE, devenant ainsi la plus grande entreprise de réseau énergétique d'Europe et un fournisseur d'énergie pour environ 50 millions de clients dans plus de 10 pays européens. RWE a acquis les activités d'E.ON et d'Innogy dans le domaine des énergies renouvelables, devenant ainsi l'un des trois plus grands acteurs européens dans ce domaine. Après l'approbation des autorités antitrust, la réorganisation a été achevée en mars 2020.
Teyssen a été consul général honoraire de Norvège jusqu'à la fin de l'année 2020, responsable des États allemands de Rhénanie-du-Nord-Westphalie, de Rhénanie-Palatinat et de Sarre,.
En janvier 2021, il est nommé membre non exécutif du conseil d'administration de BP plc, en octobre 2021, il devient conseiller principal chez KKR et, début 2022, il est nommé président du conseil d'administration du groupe énergétique suisse Alpiq Holding,.

## Membre du conseil d'administration de sociétés
- Alpiq Holding, président du conseil d'administration (depuis 2022)[1],[21]
- BP, membre non exécutif du conseil d'administration (depuis 2021)[22]
- Innogy, président du conseil de surveillance (2019-2020)[16]
- Deutsche Bank AG, membre du conseil de surveillance (2008-2018)[23],[24]
- Salzgitter AG, membre du conseil de surveillance (2006-2016)[5]

## Vie privée
Teyssen est marié et père de quatre enfants. Avec son épouse, il soutient le Kunstpalast (anciennement Museum Kunstpalast) de Düsseldorf dans le Stifterkreis et le Museum Folkwang d'Essen dans le Centenial Kreis. En 2015, Teysssen a été membre du comité de recherche chargé de sélectionner un nouveau directeur pour le Museum Kunstpalast.
Son père, Hans Teyssen, a été vice-président du tribunal régional supérieur de Celle pendant de nombreuses années et, plus récemment, directeur ministériel au ministère de la justice de Basse-Saxe; son oncle, Anton Teyssen, a été membre de l'Union chrétienne démocrate du parlement du Land de Hildesheim pendant de nombreuses années.